# Appias albina
Appias albina is een vlindersoort uit de familie van de Pieridae (witjes), onderfamilie Pierinae.
Appias albina werd in 1836 beschreven door Jean Baptiste Boisduval.